# Hope Portocarrero
Hope Portocarrero Debayle (Tampa, 28 de junio de 1929 - Miami, 5 de octubre de 1991) fue una socialite estadounidense que fue primera dama de Nicaragua y esposa del presidente Anastasio Somoza Debayle. También fue Presidenta de la Junta Nacional de Asistencia y Previsión Social de Nicaragua.
Dentro del protocolo presidencial, su marido hizo que se refirieran a ella con el tratamiento de «Excelentísima Señora Doña Hope Portocarrero de Somoza» y también era llamada como «La Señora».  Además fue conocida como Madame Somoza dentro de los círculos sociales de Londres, en donde también residió.
Fue patrona de las artes y apadrinó a muchos pintores nacionales, ya que la pintura era una de sus aficiones preferidas.
Fue nombrada entre las mujeres mejor vestidas del mundo por la lista International Best Dressed List Hall of Fame, en 1968.

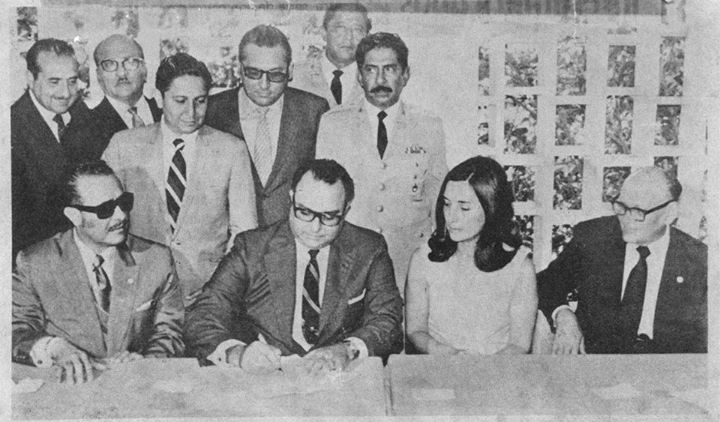
Hope Portocarrero al lado de su marido, al momento de la abrogación del Tratado Bryan-Chamorro, el 14 de julio de 1970, en un acto público celebrado en el vestíbulo del Palacio Nacional.

## Juventud y familia
Nació en Tampa, Florida, Estados Unidos, pero creció en Coral Gables, en el seno de una familia católica. Su padre fue el Dr. Néstor A. Portocarrero Gross, quien era un acaudalado ginecólogo, que disfrutó de un gran éxito profesional en Miami. Era graduado en medicina de la Georgetown University. Néstor Portocarrero también fue cónsul en Guatemala, Costa Rica y Nueva York.
La madre de Hope fue Blanca DeBayle Sacasa, quien provenía de una de las familias más ricas de Nicaragua y en su juventud en repetidas ocasiones fue llamada la mujer más bella del país.
Sus padres eran de origen español, húngaro y francés, de una antigua familia nicaragüense establecida en los Estados Unidos.
Su antepasado más ilustre por la familia Portocarrero fue Pedro Portocarrero VIII Señor de Moguer y VI Señor de Villanueva del Fresno.
Era nieta del médico Dr. Louis Henri DeBayle, conocido como el "Sabio DeBayle". Uno de sus bisabuelos fue el expresidente de Nicaragua, Roberto Sacasa y Sarria. Por línea paterna Hope era descendiente de la familia de José Cecilio del Valle, a través de los ancestros maternos de su abuela Carolina Gross Jerez. También era bisnieta del húngaro Manuel Gross, quien luchó en la Revolución húngara de 1848 y a su llegada a Nicaragua combatió al lado de Tomás Martínez en contra de los filibusteros estadounidenses. Gross fue nombrado Gobernador militar del Departamento de Matagalpa y Comisionado especial del Supremo Gobierno para la costa norte.
Hope tenía solamente un hermano menor: Néstor de J. Portocarrero DeBayle.
Inicia sus estudios en la Academy of the Holy Names, un colegio católico en Tampa. Posteriormente su familia se muda a Miami y es matriculada en el colegio Miss Harris School. Desde temprana edad, Hope se caracterizó por modales exquisitos; era una excelente pianista y dominaba los idiomas inglés, francés, italiano y español.
Durante su adolescencia Hope vivió en Nueva York y California, y es ahí donde se gradúa del colegio. En 1946 fue elegida Miss Floriana para participar en el Royal Poinciana Festival, en Miami. En 1948, Hope Portocarrero fue presidente del comité de recepción juvenil durante una exhibición de turismo organizada por la colonia latinoamericana en Florida.
En 1949, su padre la envía durante el verano a la Universidad de Lausana, Suiza, donde continuó con sus estudios diplomáticos. Hope permaneció el resto del año en Europa viajando con su madre por la Costa Azul  y España.   
Concluye sus estudios de Servicio Exterior en Georgetown University y obtuvo una licenciatura en arte en Barnard College. Por sus buenas calificaciones, simpatía, popularidad y belleza fue reconocida entre sus compañeros y le valió ser nombrada reina de festivales y ceremonias culturales. En sus años universitarios fue capitana del equipo de Hockey sobre césped y toda su vida practicó el tenis y la natación.
El 5 de diciembre de 1950, se casa con su primo Anastasio Somoza Debayle, quien era el segundo hijo varón del presidente de Nicaragua Anastasio Somoza García y la primera dama Salvadora Debayle en la hoy Antigua Catedral de Managua.
El fastuoso enlace se llevó a cabo en Managua y convocó a la burguesía nicaragüense y extranjera, además de ser noticia internacional. Hasta la fecha éste matrimonio ha sido el más imponente en la historia del país, el llamado por los nicaragüenses: La Boda del Siglo.  Tras la ceremonia religiosa, la recepción tuvo lugar en el Palacio de Comunicaciones, presentes más de 4.000 invitados, que incluían a políticos extranjeros y aristócratas. A los cientos de nicaragüenses congregados en las cercanías de la Catedral se les sirvió abundante champán. Para su suegro el enlace significó la culminación de la alianza con las familias de más prestigio y abolengo del país.
Hope y Anastasio tuvieron cinco hijos: Anastasio Jesús, Hope Carolina, Julio Néstor, Carla Anne y Roberto Eduardo.
En 1953 Hope fue nombrada Embajadora Extraordinaria de Nicaragua en misión especial para los actos de coronación de la Reina Isabel II del Reino Unido. Pronto se convirtió en la dama más popular de la sociedad nacional y los encabezados en diarios tanto nicaragüenses como internacionales que hablaran de Portocarrero se hicieron frecuentes.
Al inicio la pareja vivía aparentemente feliz al lado de sus hijos en la ciudad de Nueva York, hasta que Anastasio fue llamado por su padre para que volviera a Nicaragua, ya que éste planeaba postularse de nuevo como candidato presidencial del oficialista Partido Liberal Nacionalista (PLN). Hope y sus hijos residieron nuevamente en ese país en distintos períodos. Sus hijas fueron educadas por institutrices extranjeras en Managua, además estudiaron en el extranjero.

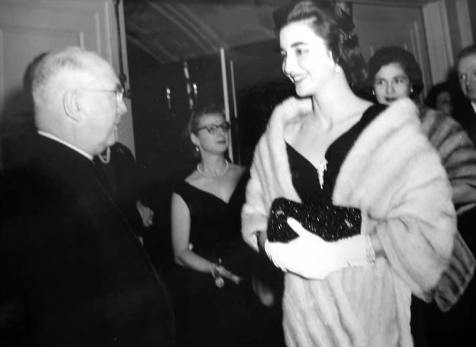
Hope Portocarrero de Somoza saluda al Cardenal Francis Spellman, durante una recepción en Nueva York.

En 1960 Hope Somoza se encontraba sobrevolando Cuba en un avión de Lanica proveniente de Miami rumbo a Managua, cuando aviones militares cubanos detonaron varios disparos en contra del avión nicaragüense. El avión fue forzado a aterrizar en la base aérea de San Antonio, a 48 kilómetros de La Habana.  El piloto quien era un estadounidense logró despegar y tomó nuevamente vuelo de vuelta a Miami junto a los 38 pasajeros, incluyendo a Hope. El gobierno de Nicaragua denunció lo ocurrido ante la comunidad internacional anticomunista, lo cual se convirtió en un escándalo cuando Cuba negó el incidente.
Hope estudió Derecho en la Universidad Centroamericana. En 1965 fue delegada de Nicaragua en el XIX período ordinario de las sesiones de las Naciones Unidas.

## Primera dama de Nicaragua
En 1967 se convierte en primera dama de Nicaragua y también en un ícono de la moda, elegancia y refinamiento en la alta sociedad.
Durante la década del 70, fue una figura reconocida, especialmente por su glamur, comparada con Jacqueline Kennedy Onassis, por su belleza y su refinamiento. Acompañó a su marido en importantes misiones diplomáticas como visitas a los presidentes Lyndon B. Johnson,  Richard M. Nixon, José López Portillo de México, Misael Pastrana de Colombia, Joaquín Balaguer de la República Dominicana, Jean-Claude Duvalier de Haití, entre otros, y en más de una ocasión al Emperador del Japón Hirohito.  Además Hope Portocarrero realizó visitas oficiales a numerosas naciones europeas y asiáticas.
Para su marido resultó muy conveniente que Hope hablara numerosos idiomas, ya que ella hacía muchas veces de su intérprete con jefes de Estado que no comprendían el español o inglés (idiomas que hablaba Somoza).
Fue durante su primer año como primera dama que el diario español ABC calificó a Portocarrero como "Una de las personalidades femeninas más exquisitas del mundo hispánico".
Se destacó por su elegancia y buen gusto al vestir.  Era sabido que la señora Somoza vestía lo último en la moda de la alta costura. Era clienta de la lujosa tienda Neiman Marcus. Fue asidua a los vestidos de Pierre Balmain, Christian Dior, Givenchy, Chanel e incluso viajaba con frecuencia a España y Francia a encargar la confección de vestidos. Además compraba en las mejores zapaterías de la época como la de Roger Vivier y Susan Bennis / Warren Edwards.
Su casa El Retiro, en Managua era signo de un delicado gusto, decorado con los más finos acabados, con amplias zonas verdes, cancha de tenis, una elegante piscina frente al amplio bar de paredes de vidrio, caballerizas y un cine privado. También como la lujosa residencia de "La Curva" que poseía ella y su marido sobre la Loma de Tiscapa, muy cerca del Palacio Presidencial, así como sus casas de descanso fuera de la capital. También poseía residencias en Miami y Londres.
Con el correr del tiempo, Dinorah Sampson, amante de su marido adquiere más influencia sobre él. La manera de ser poco refinada de Anastasio, frustraba a su hermosa esposa que pretendía que él se uniera a la alta sociedad de Newport. Somoza prefería la Flor de Caña y su esposa el champán. Hope se refugió en actividades de sociedad en donde realizaba eventos de beneficencia.
Fue nombrada Presidenta de la Junta Nacional de Asistencia y Previsión Social controlando así todos los hospitales del país y sus suministros de equipos y medicamentos. Se registra como legado de su gestión como primera dama la construcción del Hospital General El Retiro de Managua, que fue el más moderno de Centroamérica, el Hospital del Niño, el Hospital Luis Somoza en León, el Hospital Psiquiátrico Nacional, el centro de salud Hope de Somoza, el centro de huérfanos La Esperanza, el Centro Nacional de Educación Especial y defendió los derechos de los niños del país fundando el Tribunal de Menores.
En un memorable discurso que ella pronunció, dijo que no se iba a permitir más que los menores de edad que cometían un delito fueran encarcelados con los reos comunes. También construyó una clínica especializada para mujeres en la Colonia Tenderí y fue la promotora de la ley de protección a las mujeres. También en 1977 fundó la primera escuela para niños sordos en Nicaragua e inauguró el Centro de Observación y Orientación de Nazareth. Construyó hospitales y centros de salud en todo el territorio de Nicaragua, incluyendo lugares entonces muy alejados como Nueva Guinea. Edificó el Hogar Temporal Infantil, que admitía a niños de 0 a 6 años para darles todos los cuidados y educación preescolar, que al crecer pasaban después al Hogar Zacarías Guerra o la Casa Nazareth. Impulsó obras e instituciones sociales como la Asociación Nacional Protectora del Niño, el Oratorio Festivo Domingo Savio San José de Cusmapa, el Hogar Guadalupe de Matagalpa, el Hogar de la Recolección en León, la Academia Santa María de Diriamba. Guarderías infantiles, como la Guardería Infantil Sara Mora de Guerrero (Managua), el Socorro Infantil (Managua), Casa del Niño San Agustín (Jinotepe), Niño Jesús de Praga (Granada).
Constructora del imponente Teatro Nacional Rubén Darío, que el periódico The New York Times lo calificó como el mejor centro para las presentaciones escénicas en Latinoamérica, construido entre 1966 y 1969 e inaugurado el 6 de diciembre de ese último año.
En 1967, durante las fiestas del Centenario de Rubén Darío, el Congreso Nacional le entrega la Orden de Rubén Darío, Placa de plata.
En 1970 el gobierno francés le concedió a la Señora Somoza la condecoración Palmas Académicas, en reconocimiento a su destacada labor en pro de la cultura nicaragüense y sus constantes esfuerzos en por el bienestar de los ciudadanos. En 1974 durante una visita a la República de China, Hope fue condecorada con la Orden de las Nubes Propicias con Gran Cordón.  El presidente Joaquín Balaguer de la República Dominicana le concedió la condecoración de la Orden Heráldica de Cristóbal Colón, en el grado de Gran Cruz Placa de Oro. En 1972 se le entregó en Bogotá la Gran Cruz de la Orden de Boyacá y en 1974, España le concedió la Banda de Dama de la Orden de Isabel la Católica. Otros gobiernos que la condecoraron fue Suecia, Guatemala, El Salvador y Haití. También fue honrada con la Orden de Malta.
También fue Presidenta del Instituto Pro-Arte. En 1977, Hope impulsa y bautiza el Centro Dambach como: Centro Cultural Nacional, que se convirtió en la sede de las instituciones más relevantes de la cultura nicaragüenses: El Archivo General de la Nación, la Biblioteca Nacional, el Conservatorio Nacional de Música, la Escuela Nacional de Bellas Artes, el Museo Nacional y la Galería Plurar. Por su iniciativa personal la exposición 9 pintores nicaragüenses recorrió distintas partes de Europa en 1974.
Siempre presidió junto al cuerpo diplomático acreditado en Nicaragua, las Ferias Agostinas en Managua, que se celebraban anualmente, obsequiaba regalos a todos los niños de las escuelas en la Navidad y organizaba muchas otras actividades de esparcimiento sano. Muchas madres se acercaron a ella para pedirle que les ayudara con la educación de sus hijos. Hope consiguió becas en el extranjero para muchísimos jóvenes que no tenían posibilidades de costear sus estudios.
En beneficio a las familias de la Guardia Nacional, Hope fundó el Comité Social de esposas de oficiales. Este club proveía cuidado prenatal a las esposas de los soldados de la Guardia Nacional, además estuvo encargado de la educación de los hijos de las familias castrenses. 
Su personalidad ha sido descrita como una mujer de temperamento fuerte e independiente. Era muy segura de su capacidad y de sí misma. Tenía una voluntad de hierro, pero al mismo tiempo fue ejemplo de serenidad, firmeza y de un espíritu delicado y sensible al arte.
El embajador estadounidense en Nicaragua Kennedy M. Crockett dijo de ella: "Sospecho, y muchos nicaragüenses están plenamente convencidos de que gran parte del movimiento hacia adelante del Presidente Somoza (sobre los avances en cultura y salud) es el resultado de Doña Hope empujando desde atrás. En su papel de candidato y presidente, ella es un incuestionable activo muy atractivo".
Después del terremoto de 1972, que destruye casi en su totalidad la capital Nicaragüense, Hope toma control de la emergencia mediante a la temprana distribución de medicamentos y logística respecto a la atención médica. Ella misma nombra a sus hijas traductoras para apresurar las gestiones de ayuda que llegaban de todas partes del mundo. Trabajaba desde los jardines de su residencia, ya que no había espacio dentro de su casa, donde virtualmente el gobierno se instaló, convirtiendo El Retiro en Casa Presidencial.
Tras el terremoto, Hope construyó tres hospitales temporales: El Hospital Oriental, todavía en servicio con el nombre de Manolo Morales. El Hospital Occidental, rebautizado por el orteguismo como Berta Calderón, actualmente en servicio y El Hospital de Especializades, aún en servicio con el nombre de Lenín Fonseca.
Para finales de la década del 70, se le veía poco en actos públicos y aunque los medios de comunicación difundían imágenes de la primera dama, las sospechas de una crisis matrimonial era de conocimiento público.
Durante las recepciones oficiales donde Somoza habría de aparecer con Hope, ella llegaba al final, cuando la ceremonia estaba por terminar. Se colocaban juntos para las fotografías oficiales y posterior a esto la primera dama abandonaba el lugar.
Antes del triunfo de la revolución, Hope logra que la USAID y el gobierno Británico colaboren con la construcción, equipamiento y especialización del personal para dos nuevos hospitales construidos bajo su liderazgo.
En 1978 se divorcia de su marido el entonces presidente de Nicaragua y decide volver a Londres en donde tenía su residencia desde varios años atrás. En Inglaterra era vecina del escritor Salman Rushdie y otros miembros de la élite británica. En su casa daba fiestas para numerosos miembros de la aristocracia quienes la conocían como: Madame Somoza.

## Últimos años y fortuna personal
El 25 de mayo de 1982 Hope contrae segundas nupcias con el multimillonario estadounidense Archie Baldocchi, originario de  San Francisco (California). Baldocchi era hijo del italiano Narciso Federico Baldocchi, propietario de Podesta & Baldocchi, la cadena de floristerías más grande de Estados Unidos en su época.  Archie había estado casado en primeras nupcias con María Elena Dueñas perteneciente a la élite de El Salvador y era el padre del banquero salvadoreño Archie Baldocchi Dueñas. La fortuna de Baldocchi provenía de diversas actividades empresariales como el algodón, ganado, aeronáutica, así como también era dueño de una gran cantidad de patentes.
En sus últimos años de vida vuelve a los Estados Unidos, en donde vivía cerca de sus hijos y su madre. Después de haber estado hospitalizada en Mount Sinai Hospital y sometida a tratamiento, Hope pierde su lucha contra el cáncer, enfermedad que padecía años atrás.
Murió en Key Biscayne el 5 de octubre de 1991, a la edad de 62 años. Los funerales fueron realizados por Mons. McGivern, junto con el Padre León Pallais Godoy, primo de la fallecida, en la iglesia de Santa Teresita de Jesús en Coral Gables. Decenas de nicaragüenses residentes en Florida acudieron a despedir a la ex primera dama. Su hijo Anastasio dijo de ella: "Era una mujer de muy altos principios morales y de una integridad irreprochable. No sabía de falsos populismos".
Somoza Portocarrero también describiría a su madre como: "Una mujer que nunca abandonaba el lado de un hijo enfermo, aunque le tocara dormir sentada día tras día".
Fuentes cercanas a la ex primera dama, alegan que poco antes de su muerte había entregado la cantidad de $US100.000, en socorro de los nicaragüenses necesitados que habían logrado llegar a Miami, después de la Revolución Sandinista que puso fin al Somocismo en Nicaragua. Sus restos fueron depositados en la cripta Somoza Portocarrero en Woodlawn Park North Cemetery and Mausoleum en Miami, donde se encuentran los de Anastasio Somoza Debayle, el padre de sus hijos.
En 1988, La revista South Florida Business Journal reportó que la fortuna de Hope ascendía a $200 millones de dólares,  lo que la convertía en una de las mujeres más ricas del estado de la Florida. Tenía fuertes inversiones en bienes raíces en Miami e importantes conexiones en Europa. Fue una gran coleccionista de obras de arte, entre ellas poseía obras de Fernando Botero.Sus únicos herederos fueron quien entonces era su esposo, Archie Angelo Baldocchi; y su hijastro, Archie José Marie Baldocchi Dueñas. La familia Baldocchi hoy en día posee diversas inversiones de la dicha fortuna de Doña Hope Portocarrero; así como diversas joyas y pinturas. 
En la actualidad todavía se conservan hospitales construidos por Hope Portocarrero.

## Dichos de Hope Portocarrero
- "Soy Latinoamericana por origen, sentimientos y emociones. Una verdadera romántica. Soy Norteamericana por nacimiento y entrenamiento mental"
- "No tolero a la gente que se aburre, no hay excusa para eso"
- "La mujer Nicaragüense es fuerte"
- "El cariño del pueblo me obliga a trabajar cada día más"
- "Quiero transmitir al pueblo de España, que tan identificado está con Rubén Darío, mis deseos de felicidad y sinceros votos de ventura en este año en que todos conmemoramos la gran fecha hispánica del nacimiento de nuestro poeta"

* Cuando fue consultada sobre su nacionalidad:
- - "Soy ciudadana estadounidense y realmente no hay problema en adquirir la nacionalidad nicaragüense. Te reclaman por tres generaciones"

*Cuando fue consultada sobre su edad:
- - "Entre los 40 y la muerte"

*Cuando se le consultó la manera en que conoció a su esposo:
- - "Lo conocí cuando yo tenía seis años y quedé terriblemente impresionada. Él tenía diez y me dijo que siempre me protegería"

*Cuando se casó con su segundo esposo:
- "He sufrido mucho y he pasado miedos. Ahora, sin embargo, tras encontrarme en mi camino con Archie, he recuperado el optimismo y las ganas de vivir".